# Nikojevići
Nikojevići (en serbe cyrillique : Никојевићи) est un village de Serbie situé sur le territoire de la Ville d'Užice, district de Zlatibor. Au recensement de 2011, il comptait 368 habitants.

## Démographie

### Évolution historique de la population
| 1948 | 1953 | 1961 | 1971 | 1981 | 1991 | 2002 | 2011 |
| ---- | ---- | ---- | ---- | ---- | ---- | ---- | ---- |
| 815  | 728  | 707  | 595  | 509  | 478  | 416  | 368  |

|  |